# Мори, Дамиан
Дамиан Мори (англ. Damian Mori; 30 сентября 1970, Мельбурн) — австралийский футболист словенского происхождения, по состоянию на январь 2011 года являющийся лучшим бомбардиром сборной Австралии. В настоящее время ассистент главного тренера команды «Аделаида Юнайтед».

## Карьера

### Клубная
Дамиан Мори был достаточно успешен на клубном уровне — в основном в австралийском внутреннем чемпионате. После того, как он играл за «Аделаида Сити» в качестве наиболее важного и лучшего игрока, он перешёл в «Боруссию» из Мёнхенгладбаха, где провёл только один сезон 1996/97. Он появился на поле только в шести матчах, и никогда не играл более половины матча. В этих шести играх он не забил ни разу.
В 1996 году Мори поставил мировой рекорд самого быстрого гола, забив всего за 3,69 секунды в матче с «Сидней Юнайтед».
В 2000 году Мори был продан в «Перт Глори». Он выиграл чемпионат Национальной футбольной лиги в сезоне 2002/03, забив в финале.
После окончания Национальной футбольной лиги в 2004 году он вернулся в «Аделаиду Сити», чтобы играть и быть тренером. Он был чрезвычайно успешнен в этом клубе, выиграв награду «Тренер года».

### В сборной
Мори дебютировал в матче против Соломоновых островов 4 сентября 1992 года. Всего за свою международную карьеру он играл в 45 матчах и забил 29 голов. Мори является лучшим бомбардиром сборной Австралии.